# Beach Life
Beach Life – komputerowa gra ekonomiczna stworzona przez Deep Red Games i wydana przez Eidos Interactive 6 września 2002 na platformę Microsoft Windows.

## Rozgrywka
Beach Life jest grą ekonomiczną, w której celem jest budowa i rozwój kurortu. Dostępne są dwa tryby gry: tryb kariery, zawierający 12 misji, oraz piaskownica – tryb budowy bez ograniczeń. Głównym zadaniem jest budowa atrakcji dla gości - dyskotek, wypożyczalni sprzętu plażowego oraz miejsc gastronomicznych. Gracz zarządza też personelem: zatrudnia ratowników, sprzątaczy czy budowlańców oraz dba o estetykę kurortu poprzez urozmaicanie krajobrazu. Lista odtwarzanych utworów różni się w zależności od pory dnia w grze. Ponadto gracz ma możliwość dodania własnych piosenek w formacie MP3.

## Odbiór gry
Beach Life spotkała się z mieszanym odbiorem recenzentów, uzyskując według agregatora Metacritic średnią z ocen wynoszącą 69/100 punktów oraz 68,64% według serwisu GameRankings. Brett Todd z serwisu GameSpot przyznał grze ocenę 6,4/10, stwierdzając, że rozgrywka nie odbiega znacząco od poprzednich gier typu „tycoon”, w dodatku szybko nuży gracza. Z drugiej strony redaktor strony Gry-Online, Wojciech Antonowicz, ocenił grę na 8/10, doceniając dobrze dobrany stopień trudności gry oraz jej humor.